# Prix Italia
De Prix Italia is een door de Italiaanse publieke omroep RAI georganiseerde internationale prijs die sinds 1948 jaarlijks wordt uitgereikt aan het beste radio-, televisie- en internetprogramma. De prijs is onderverdeeld in vier categorieën: radio, televisie, documentaires en theater.

## Geschiedenis
De eerste editie vond plaats in 1948 in Capri en was enkel gericht op radioprogramma's; pas vanaf 1957 werd daar ook televisie aan toegevoegd. Sindsdien wordt het concours elk jaar gehouden in een andere Italiaanse stad. Deze jaarlijkse wijziging droeg bij aan het internationale prestige van de prijs, die vandaag de dag een van de belangrijkste in zijn soort is.
In de loop der jaren hebben meerdere bekende artiesten en schrijvers het evenement gepresenteerd, onder wie Bertolt Brecht, Riccardo Bacchelli, Umberto Eco, Italo Calvino, Eduardo De Filippo, Françoise Sagan, Ermanno Olmi, Francesco Rosi, Krzysztof Zanussi, Sydney Pollack en Roberto Rossellini.